# Hylomyscus heinrichorum
Hylomyscus heinrichorum — вид ссавців гризунів родини мишевих (Muridae). Є ендеміком Анголи. Має довжину від голови до крупа 82—106 мм, хвіст 121—150 мм, лапи 18,5—22 мм і вуха 17—20 мм. Вид був названий на честь Герда Германа та Хільдегарди Марії Генріх.